# Manuel Ramón Alarcón
Manuel Ramón Alarcón Caracuel (Sevilla, 2 de septiembre de 1945- Sevilla, 26 de mayo de 2015) fue abogado, profesor y jurista español.

## Biografía
Licenciado en Derecho por la Universidad de Sevilla, se doctoró en 1968 por la misma universidad con una tesis sobre La asociación obrera en el derecho histórico español: 1839-1900, dirigida por Antonio Martín Valverde. 
Casado con la abogada y política Amparo Rubiales en 1971, del matrimonio nacieron dos hijos, Ramón y Clara. El matrimonio se rompió en 1981. Poco después se casó con María Luisa Amores; el matrimonio duró 27 años y de este también nacieron dos hijos, Luis y Fernando. En terceras nupcias, se casó con Margarita de Aizpuru.
Falleció el 26 de mayo de 2015, a los 69 años de edad.

## Trayectoria
Comenzó su carrera docente en 1968 como profesor numerario de Derecho del Trabajo de la Universidad de Sevilla, más tarde adjunto numerario y desde 1985 profesor titular. En 1987 obtuvo la cátedra de Derecho del Trabajo y de la Seguridad Social en la Universidad Autónoma de Barcelona, donde permaneció hasta 1991. Más adelante, se traslada a la Universidad Pompeu Fabra en el período 1992-1994. Desde 1994 es catedrático de Derecho del Trabajo de la Universidad de Sevilla (1994-2010). Durante su trayectoria ha ejercido diferentes cargos académicos, entre ellos, el de vicedecano de docencia de la Facultad de Derecho y vicerrector de administración y servicios en la Universidad Autónoma de Barcelona, decano de la Facultad de Derecho en la Universidad Pompeu Fabra y, en la Universidad de Sevilla, decano de la Facultad de Derecho.
En febrero de 2010 fue nombrado por el Consejo General del Poder Judicial magistrado de la Sala de lo Social del Tribunal Supremo. Fue el magistrado que llevó el caso del Expediente de Regulación de Empleo (ERE) de Coca-Cola que obligó a la empresa a readmitir a los trabajadores de la embotelladora.